# Edward Morley

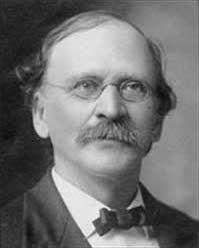
Edward Morley

Edward Williams Morley (Newark, 29 gennaio 1838 – West Hartford, 24 febbraio 1923) è stato un fisico statunitense.

## Biografia
Nacque a Newark, nel New Jersey, e si laureò al Williams College nel 1860.
Dal 1869 al 1906 insegnò chimica al Western Reserve College, oggi Case Western Reserve University.
Il suo lavoro più importante fu il celebre esperimento di Michelson-Morley basato sull'interferometro di Michelson, che condusse unitamente ad Albert Abraham Michelson e Dayton Miller nel 1887. Né lui né Michelson constatarono che esso negava definitivamente l'esistenza dell'etere, fatto che risultò evidente dopo che Albert Einstein formulò la teoria della relatività ristretta.
Lavorò anche alla determinazione della composizione chimica dell'atmosfera terrestre, allo studio della dilatazione termica e alla determinazione della velocità della luce in un campo magnetico.